# Tebing Penyamun
Tebing Penyamun is een bestuurslaag in het regentschap Kepahiang van de provincie Bengkulu, Indonesië. Tebing Penyamun telt 1061 inwoners (volkstelling 2010).